# Francesca Durante
Francesca Durante (Genova, 12 februari 1997) is een voetbalspeelster uit Italië. Ze speelt als doelverdediger op huurbasis voor ACF Fiorentina in de Serie A.

## Clubcarrière
Durante begon haar voetbalcarrière bij de voormalige voetbalclub Sarzanese uit Sarzana. In het seizoen 2013/14 verhuisde ze naar CF Scalese. Een seizoen later stapte ze over naar ACF Firenze. Ze bleef de club trouw toen deze werd ontbonden en overging in ACF Fiorentina. In het seizoen 2020/21 werd ze uitgeleend aan Hellas Verona. Sinds het seizoen 2021/22 staat Durante onder contract bij FC Inter Milaan. In 2024 maakte ze op huurbasis de overstap naar oude club Fiorentina. Ze was hier de vervangster van Rachele Baldi, die de overstap maakte in tegenovergestelde richting.

## Statistieken
| Seizoen | Club            | Land   | Competitie | Wedstrijden | Doelpunten |
| ------- | --------------- | ------ | ---------- | ----------- | ---------- |
| 2013/14 | US Scalese      | Italië | Serie A    | 5           | 0          |
| 2014/15 | ACF Fiorentina  | Italië | Serie A    | 3           | 0          |
| 2015/16 | ACF Fiorentina  | Italië | Serie A    | 13          | 0          |
| 2016/17 | ACF Fiorentina  | Italië | Serie A    | 3           | 0          |
| 2017/18 | ACF Fiorentina  | Italië | Serie A    | 4           | 0          |
| 2018/19 | ACF Fiorentina  | Italië | Serie A    | 8           | 0          |
| 2019/20 | ACF Fiorentina  | Italië | Serie A    | 3           | 0          |
| 2020/21 | Hellas Verona   | Italië | Serie A    | 22          | 0          |
| 2021/22 | FC Inter Milaan | Italië | Serie A    | 22          | 0          |
| 2022/23 | FC Inter Milaan | Italië | Serie A    | 22          | 0          |
| 2023/24 | FC Inter Milaan | Italië | Serie A    | 4           | 0          |
| 2024/25 | FC Inter Milaan | Italië | Serie A    | 0           | 0          |
| 2024/25 | ACF Fiorentina  | Italië | Serie A    | 1           | 0          |
| Totaal  | Totaal          | Totaal | Totaal     | 110         | 0          |

Laatste update: 4 april 2025

## Interlandcarrière
Baldi maakte haar debuut voor het Italiaanse nationale team in een wedstrijd op 6 december 2015 tegen China. In 2023 was ze met haar land actief op het WK 2023 in Australië en Nieuw-Zeeland. Hier wist Durante met haar land niet voorbij de groepsfase te geraken.